# Martín Carrera (métro de Mexico)
Martín Carrera est une station de correspondance entre les lignes 4 et 6 du métro de Mexico. Elle est située au nord de Mexico, dans la délégation Gustavo A. Madero.

## La station
C'est la Colonia Martin Carrera environnante qui a inspiré le nom de la station, ainsi que son logo, un buste du général Martín Carrera, qui fut président par intérim du Mexique entre août et septembre 1855.